# Monte Bell
Il Monte Bell è una montagna dell'Antartide che ha l'aspetto di una di scogliera; è alto 4305 m che si trova nella zona nordorientale del Plateau Grindley, circa 10 km a sudest del Monte Mackellar, nella catena montuosa dei Monti della Regina Alessandra.
La montagna fu scoperta nel corso della spedizione Nimrod (1907-1909), guidata dall'esploratore polare britannico Ernest Shackleton e venne così denominata in onore di William Bell, cugino di Shackleton e uno dei finanziatori privati della spedizione inglese.